# Perrault LaRue
Pour les articles homonymes, voir Larue.
Perrault LaRue, né le 31 mars 1925 et mort le 8 novembre 1987, est un dentiste et homme politique fédéral du Québec.

## Biographie
Né à Amqui dans la région du Bas-Saint-Laurent, il devient député du Parti progressiste-conservateur du Canada dans la circonscription fédérale de Saguenay en 1958. Il ne se représente pas en 1962.